# Château Gaillard
Château Gaillard – ruiny średniowiecznego zamku w północnej Francji, w Normandii, w miejscowości Les Andelys, wybudowanego w XII wieku przez króla Anglii, Ryszarda Lwie Serce.

## Historia
Leżący nad Sekwaną Château Gaillard, wzniesiony został w ciągu jednego roku (1197-1198), by bronić angielskich posiadłości w Normandii. W 1204 roku Jan bez Ziemi (brat Ryszarda Lwie Serce) utracił zamek na rzecz króla Francji Filipa II Augusta. Najpierw zajął on okolicę, zmuszając ludność do schronienia się w warowni. Załoga zamkowa w obawie przed głodem odmówiła wpuszczenia wieśniaków. Wojska Filipa zasypały fosę i podkopały się pod wieżę. Baszta padła. Obrońcy schronili się za drugim pasmem fortyfikacji. Kilku Francuzów dostało się tam jednak przez ustęp. Opuścili most i otworzyli bramy reszcie wojsk. Wśród obrońców wybuchła panika. Bezradni Anglicy musieli się poddać.
W 1314 roku w zamku Gaillard została uwięziona (a potem zamordowana w wyniku spisku) Małgorzata Burgundzka, królowa Nawarry. W XVII w. z rozkazu Henryka IV oraz kardynała Richelieu zamek został zburzony.